# Toponomastik
Die Toponomastik, auch Toponymie oder Toponymik (von altgriechisch τόπος tópos ‚Ort‘ und attisch ὄνομα ónoma bzw. äolisch-dorisch ὄνυμα ónyma ‚Name‘), deutsch Ortsnamenkunde oder Ortsnamenforschung, beschäftigt sich als Teilgebiet der allgemeinen Namenforschung und der Sprachgeographie mit allen Toponymen, also Örtlichkeitsnamen oder auch Ortsnamen im allgemeinen Sinne des Wortes.
Toponyme sind zentrale Datentypen in der Geoinformatik und Bestandteile der Kartographie und Topographie. Sie sind die Basiskategorie der Geographie und der Topographie anderer Himmelskörper.

## Klassifikation der Toponyme
Unter den Oberbegriff Toponym fallen die im Folgenden erläuterten Termini.

### Raumnamen (Choronyme)
Choronyme (von altgriechisch χώρᾱ chṓrā, deutsch ‚Land, Raum‘) oder Raumnamen benennen bestimmte Regionen und Gebiete, insbesondere der politischen Gebilde, die im Hinblick auf Siedlungsgeographie, Kulturgeschichte und andere Humanwissenschaften dargestellt werden können. Insbesondere sind das:
- Landschaftsnamen für Kontinente, Inseln und Halbinseln, Regionen, Landstriche, Gaue;
- Ländernamen für Staaten, Gliedstaaten und deren Verwaltungseinheiten wie Provinzen, Bezirke, Gemeinden;
- Flurnamen im engeren Sinne (von Flur ‚offenes Gelände‘) für Flurstücke in der Größe von Gemarkungen bis hin zu einzelnen Parzellen (Spezialformen sind Gewanne, Gefilde u. a. m., Untergruppen etwa die Ried- und die Rodungsnamen).[4][5][6]

### Flurnamen (Agronyme, im weiteren Sinne)
Zum Namensgut der unbewohnten Landschaftselemente (aus Sicht der physischen Geographie und Geomorphologie) zählen:
- Oronyme (von griechisch ὄρος óros ‚Berg‘) für größere Landformen wie  Gebirge, Berg- und Hügellandschaften, einzelne Berge und Bergspitzen (teils auch für Ebenen, Talungen);[9]
- Oronyme für Geländeformationen wie kleinere isolierte Berge (z. B. Zeugenberge und Klippen) und Hügel sowie deren Teile, etwa Gipfel, Felsen und Steine[10] und andere Landschaftselemente mehr, die naturgemäß weitgehend mit der Gruppe der Flurnamen im engeren Sinne zusammenfallen;
- Namen für Wälder (Kamianets gibt den Begriff Drymonyme, von griechisch δρῡμός drӯmós ‚Wald, Hain‘, als „separaten Typ der Propria“ neben den Oronymika),[11] Auen, Wiesen und Äcker, Parks, und andere biogene wie land- und forstwirtschaftlich überprägte Formen (Primär- und Sekundärnatur).

### Gewässernamen (Hydronyme)
Hydronyme (von griechisch ὕδωρ hýdōr ‚Wasser‘) oder Gewässernamen bezeichnen Gewässer. Dazu zählen:
- im engeren Sinne Namen für Ozeane (Okeanonyme), Meere und Meeresteile (Pelagonyme), Flüsse, Bäche (Potamonyme) und  Kanäle, Seen, Teiche, Weiher und Tümpel (Limnonyme) sowie Sümpfe (Helonyme);
- im weiteren Sinne auch die Übergangszonen zwischen Land und Meer wie Litorale, Gestade und Ufer, fluviale Landschaftsformen und Ähnliches sowie auch die Namen der rezenten Hydrologie wie Bezeichnungen für Trockentäler und glazialmorphologische Formen (Inseln und Halbinseln werden allgemein zu den Choronymen gerechnet).

### Siedlungsnamen (Oikonyme)
Oikonyme (von griechisch οἶκος oĩkos ‚Unterkunft‘), Siedlungsnamen oder Ortsnamen im engeren Sinne bezeichnen Siedlungen. Zu ihnen zählen: Städte, Dörfer, Quartiere, Ortsteile, Weiler, Siedlungs- und Wohnplätze, Hofstellen, Einzelhöfe (vgl. auch Hausname) und  Einzelsiedlungen. Eine Siedlung kann auch eine Rotte oder eine Wüstung sein.

### Gebäudenamen (Oikodonyme)
Gebäudenamen, Hausnamen oder Oikodomonyme (von griechisch οἰκοδομή oikodomé ‚Gebäude‘) bezeichnen Burgen und Schlösser, Herrenhäuser, Gaststätten und einzelne Wohn- und Arbeitsgebäude (wie Bürogebäude, Fabriken u. a. m.).
Kunze und Kamianets haben daneben noch verschiedene Untertypen vorgeschlagen:
- Ekklesionyme (von griechisch ἐκκλησία ekklēsía ‚Versammlungsstätte, Kirche‘) für Klöster, Kirchen und andere Sakralbauten sowie
- Nekronyme (von griechisch νεκρός nekrós ‚Toter‘) für Begräbnisstätten.

Die Namensgruppe der Gebäudenamen wurde vielfach unter den Begriff der Siedlungsname (Oikonyme) im allgemeineren Sinne gestellt und erscheint in der aktuellen Ortsnamenforschung auch als eigene Namenklasse.

### Verkehrswegsnamen (Dromonyme)
Die beiden Sondertypen der Dromonyme (von griechisch δρόμος drómos ‚Weg‘) sowie der Hodonyme (griechisch ὁδός hodós ‚Straße‘) für Verkehrswege und Orte im urbanen Freiraum sind neue Vorschläge von Kunze und Kamianets und beziehen sich im Besonderen auf:
- Straßennamen (auch mit einem Kunstwort als Prodonyme nach griechisch πρόοδος próodos ‚Fortschritt‘ benannt), daneben Namen für Eisenbahnstrecken, Verkehrsbauwerke usf.;
- Agoronyme (von griechisch ἀγορά agorá ‚Platz‘) oder Platznamen für Plätze.

Die Namensgruppe der Namen von Verkehrswegen und Plätzen wurde vielfach unter den Begriff der Siedlungsnamen (Oikonyme) im allgemeineren Sinne gestellt und erscheint in der aktuellen Ortsnamenforschung auch als eigene Namenklasse.

### Himmelskörpernamen (Astrotoponyme)
Astrotoponyme (von altgriechisch ἄστρον ástron, deutsch ‚Stern‘) sind Namen für die Topographie der Objekte außerhalb der Erde, bezieht sich also auf die  extraterrestrische Toponymie, d. h. Oberflächengestalten von Himmelskörpern, etwa anderer Planeten, darunter solche, die sich auch auf der Erde finden (wie Berge, Täler, Krater usf.), aber auch autochthone Formen. Nicht zu dieser Kategorie gehören allerdings die Astronyme (Namen der Himmelskörper selbst) und Kosmonyme (Namen für Weltallzonen, Himmelssphären).

## Geschichtliche und soziologische Bedeutung
Die Toponomastik ist eine wichtige Hilfswissenschaft der Geschichtswissenschaften und der Historischen Geografie. Toponyme sind zeitbezogen oft sehr stabil und hohen Alters und dokumentieren insofern die Siedlungsgeschichte. Hier sind die Endonyme (Eigenbezeichnungen) genauso aufschlussreich wie die Exonyme (Fremdbezeichnungen). Gewässernamen (Hydronyme) spielen eine zentrale Rolle für die Sprach- und Geschichtswissenschaft, weil sie in vielen Fällen die ältesten überlieferten Toponyme sind.
Auch für die Migrationsbewegungen der Individuen sind die Herkunftsnamen – die auf Toponyme bezogenen Anthroponyme – besonders aufschlussreich. Hier sind insbesondere die Wohnstättennamen zu erwähnen, die den Bezug der allgemeinen Toponyme zu den Ortsnamen im engeren Sinne darstellen.

## Politische Bedeutung
Die Toponomastik kann unter Umständen auch eine bedeutende politische Rolle spielen, insbesondere bei nationalen oder ethnischen Konflikten. Häufig wird die Toponomastik instrumentalisiert, um den Beweis zu führen, dass ein gewisser Landstrich einer bestimmten nationalen oder ethnischen Gruppe zustehe. Beispiele im deutschen Sprachraum sind die Toponomastik während der deutschen Besetzung Polens 1939–1945, der ehemaligen deutschen Ostgebiete nach 1945, die Toponomastik Elsass-Lothringens und die Toponomastik Südtirols (Prontuario dei nomi locali dell’Alto Adige von Ettore Tolomei). Gerade der Streit um letztere ist auch heute noch von großer Aktualität.